# John Bellenden Ker
John Bellenden Ker-Bellenden (geboren als John Bellenden Gawler, * 10. Mai 1764 in Ramridge, Andover, Hampshire; † 11. Juni 1842 ebenda) war ein britischer Botaniker. Sein offizielles botanisches Autorenkürzel lautet „Ker Gawl.“

## Leben und Wirken
Er war der älteste Sohn von John Gawler († 1803) aus dessen Ehe mit Hon. Caroline Bellenden († 1802), einer Tochter des John Bellenden, 3. Lord Bellenden (1685–1741). Er wurde am 5. Juni 1764 in der Temple Church getauft.
Im März 1787 trat er als Cornet des 2nd Regiment of Life Guards in die Britische Armee ein. Er wurde im April 1788 zum Lieutenant und im Januar 1790 zum Captain befördert. Er war dienstältester Captain des Regiments, als er beim Kriegseintritt Großbritanniens in den Ersten Koalitionskrieg 1793 aufgrund seiner Sympathiebekundungen für die Französische Revolution gezwungen war, die Armee zu verlassen.
Als designierter Teilerbe des kinderlosen Cousins seiner Mutter William Bellenden-Ker, 4. Duke of Roxburghe, 7. Lord Bellenden (1728–1805), ließ er mit königlicher Lizenz vom 5. November 1804 seinen Familiennamen „Gawler“ zu „Ker-Bellenden“ ändern. Er verwendete seinen Mittelnamen „Bellenden“ als Rufnamen und vom Familiennamen nur den Namensteil „Ker“, so dass er sich gewöhnlich nur Bellenden Ker nannte. Der ihm vom 4. Duke of Roxburghe zugedachte Erbteil wurde nach langem Rechtstreit nicht ihm, sondern 1812 seinem entfernten Verwandten James Innes-Ker, 5. Duke of Roxburghe (1736–1823) zugesprochen.
Am 19. Mai 1796 erstritt James Annesley, Lord Valentia (1770–1884) vor Gericht einen Schadensersatz in Höhe von 2000 £ gegen Ker, weil er mit dessen Gattin Anne Annesley, Lady Valentia (geborene Courtenay, 1774–1835), Tochter von William Courtenay, 2. Viscount Courtenay (1742–1788), Ehebruch begangen hatte. Der Jurist Charles Henry Bellenden Ker (um 1785–1871) war ein unehelicher Sohn von Ker und Lady Valentia.
Zu seinen Werken zählen Recension Plantarum (1801) und Iridearum Genera (1827). Ker verfasste von 1815 bis 1829 die Texte für die ersten 14 Jahresbände der bebilderten Zeitschrift The Botanical Register und wurde danach von John Lindley abgelöst. Er war auch Autor von (antiklerikalen) Kinderreimen.

## Ehrungen
Robert Brown benannte Ker zu Ehren 1810 die Pflanzengattung Bellendena der Silberbaumgewächse (Proteaceae). Die Vogelart Sericornis keri Mathews, GM, 1920 aus der Familie der Südseegrasmücken (Acanthizidae) wurde ebenso nach ihm benannt. Im australischen Bundesstaat Queensland sind das Bergland Bellenden Ker Range sowie der Berg Mount Bellenden Ker ebenfalls nach ihm benannt.

## Schriften (Auswahl)
- An account of Captain Gawler’s dismission from the army, with copies of the letters which passed, on that occasion, between that gentleman and the officers of the Second Regiment of Life Guards. London 1792 (Digitalisat).
  - The authentic account of Mr. Gawler's being turned out of the army. Together with all the papers on the subject. London 1793 (Digitalisat).
- Recensio plantarum huc usque in Repositorio botanicorum depictarum. London 1801 – anonym, Index zu Henry Cranke Andrews’ The Botanist’s Repository.
- Iridearum genera cum ordinis charactere naturali, specierum enumeratione synonymisque. Brüssel 1827 (Digitalisat, Digitalisat).
- An Essay on the Archaeology of Popular English Phrases and Nursery Rhymes. London 1834 (Digitalisat).
  - Neue Auflage. 2 Bände, London 1837 (Band 1, Band 2).
    - Supplement. London 1840 (Digitalisat).
    - 2. Supplement. London 1842 (Digitalisat).

Zeitschriftenbeiträge
- Ensatarum Ordo. In: Annals of Botany. Band 1, 1804, S. 219–247 (Digitalisat).
- A systematic View of the Plants contained in the “Liliacées par J. P. Redouté.” Tomes 8; fol. Paris, 1802–1816. In: The Quarterly Journal of Science and the Arts. Band 1, 1816, 168–185 (Digitalisat).
- A review of the genus Amaryllis. In: The Quarterly Journal of Science and the Arts. Band 2, 1817, S. 342–371 (Digitalisat, Digitalisat).
- On the genus Crinum. In: The Quarterly Journal of Science and the Arts. Band 3, 1817, S. 102–115 (Digitalisat, Digitalisat).
- On the genus Pancratium.  In: The Quarterly Journal of Science and the Arts. Band 3, 1817, S. 316–337 (Digitalisat, Digitalisat).
- Of the three Species of the Natural Order Orchideae represented in Plate VI. In: The Quarterly Journal of Science and the Arts. Band 4, 1818, S. 199–206 (Digitalisat).
- [Select Orchideae from the Cape of Good Hope.] In: The Quarterly Journal of Science and the Arts.
  - Band 5, 1818, S. 104–105 (Digitalisat).
  - Band 6, 1819, S. 44–46 (Digitalisat).
  - Band 8, 1820, S. 221–222 (Digitalisat).
  - Band 9, 1820, S. 310–311 (Digitalisat).